# Alberto Ricardo da Silva
Alberto Ricardo da Silva (Aileu, 24 de abril de 1943 - Díli, 2 de abril de 2015) foi bispo de Díli, tendo sido consagrado no dia 2 de maio de 2004, em Timor-Leste.

## Formação e Presbiterado
Estudou no Seminário de Nossa Senhora de Fátima, em Díli, e depois foi enviado para o Seminário Maior de São José, de Macau, onde estudou filosofia, entre 1964 e 1967. Devido aos acontecimentos da revolução cultural chinesa em Macau, entre a diocese de Macau, cujo bispo era o D. Paulo José Tavares, por um lado, e o governador de Macau, brigadeiro Nobre de Carvalho e os maoístas leais a China continental, nomeadamente o Ho Yin, por outro lado, o referido seminário foi encerrado no verão de 1967. Assim, teve que vir estudar teologia no Seminário Diocesano de Leiria.
Foi ordenado padre em 15 de agosto de 1972 em Portugal. Entretanto, foi para a Pontifícia Universidade Gregoriana onde possui uma licenciatura em Teologia Espiritual.
De retorno a seu país, foi vice-pároco em Ossu, entre 1972 e 1973; diretor espiritual no Seminário de Nossa Senhora de Fátima, em Dare, entre 1973 e 1974; pároco em duas paróquias, entre 1974 e 1980; vigário-geral de Díli, entre 1980 e 1992. "Estava decidido a morrer", quando era vigário-geral de Diocese de Díli e foi interrogado pelos militares na sequência da Massacre no Cemitério de Santa Cruz, de 12 de novembro de 1991.
Estudou em Roma entre 1992 e 1994; foi Reitor no Seminário de Nossa Senhora de Fátima, em Dare, entre 1995 e 2000; e desde 2000, era Reitor do Seminário Maior de São Pedro e São Paulo, em Fatumeta, em Díli.

## Episcopado de Díli
O Papa Paulo II nomeou bispo de Díli no dia 27 de fevereiro de 2004. Esteve à frente da Diocese de Díli desde 2 de maio de 2004, tendo substituído  D. Basílio do Nascimento, entretanto ordenado bispo da recém-criada Diocese de Baucau. Foi o seu ordenante principal o D. Basílio do Nascimento, e os seus assistentes principais o arcebispo Peter Turang, de Kupang, e o Bispo Tomás Pedro Barbosa da Silva Nunes, prelado titular de Elvas.
A primeira pedra para a construção da Universidade Católica São João Paulo II em Timor-Leste foi no dia 28 de outubro de 2011, lançada pelo Chefe de Estado, José Ramos-Horta, e pelo bispo de Díli, D. Alberto Ricardo da Silva, entre outras personalidades.
Na cerimónia, que decorreu nos terrenos da Escola de S. José, em Balide, Díli, o Chefe de Estado fez o historial da sua contribuição para este projeto, que remonta aos anos imediatamente anteriores ao referendo de 1999, conducente à restauração da independência, em 2002 e, depois disso, durante o I governo constitucional, liderado por Mari Alkatiri, da FRETILIN.
O Nobel da Paz acentuou a sua preocupação com a criação de sólidos alicerces para uma "educação de qualidade" em Timor-Leste e lançou um pedido para apoio – "material e financeiro" – do Parlamento Nacional e do IV governo constitucional, do primeiro-ministro Xanana Gusmão (Aliança Maioria Parlamentar-AMP).
"Temos o dever de dar à nova geração uma instituição de qualidade, prestigiada pelo seu rigor académico e científico", insistiu o Presidente da República. "Esta Universidade Católica é uma prioridade absoluta para a nação", concluiu.
Participaram na cerimónia designadamente o vice-presidente do Parlamento Nacional, Vicente Guterres, e deputados, membros do governo, o presidente do Tribunal de Recurso, Cláudio Ximenes, o vice-Chefe do Estado-Maior General das Forças Armadas (CEMGFA), brigadeiro-general Filomeno Paixão, e os representantes do corpo diplomático e da UNMIT.
No dia 8 de maio de 2014, os três bispos timorenses, D. Alberto Ricardo da Silva, Bispo de Díli; D. Basílio do Nascimento, Bispo de Baucau; D. Norberto do Amaral, Bispo de Maliana; pediram a tradaslação do corpo do Administrador Apostólico de Díli, D. Martinho da Costa Lopes, de Portugal, ao Presidente da República, Taur Matan Ruak, e ao primeiro-ministro, José Alexandre "Kay Rala Xanana" Gusmão.
Participou na cerimónia de inauguração da estátua de Nicolau dos Reis Lobato, na rotunda de Comoro, Díli, pelo presidente da República, Taur Matan Ruak; primeiro-ministro, Xanana Gusmão; Rogério Lobato; José Lobato; Bispo de Díli, Dom Alberto Ricardo da Silva; Vicente Guterres, presidente do Parlamento Nacional, entre outros convidados, como o filho de Nicolau Lobato, 18 de maio de 2014.
Em 9 de fevereiro de 2015, o Papa Francisco deu-lhe a resignação, tornando-o Bispo Émerito de Díli.

## Morte
Alberto Ricardo da Silva, morreu no dia 2 de abril no Hospital Nacional Guido Valadares, onde estava hospitalizado há várias semanas.
O bispo, que sofria de doença prolongada e tinha resignado ao cargo no início deste ano, morreu no hospital cerca das 21h00 locais, onde estava hospitalizado desde 22 de março.
Em 6 de abril de 2015, o presidente da República, Taur Matan Ruak, condecorou, a título póstumo, o Bispo Emérito da Diocese de Díli, Dom Alberto Ricardo da Silva, com a Ordem Nicolau Lobato.
A condecoração decorreu na Catedral de Díli, no final da missa fúnebre, antes de o corpo seguir para o cemitério Maloa-Ailok Laran, suco Bairru Pité, Díli.
A condecoração visa reconhecer o contributo de Dom Alberto Ricardo da Silva para a luta pela independência, em particular o seu trabalho com os jovens perseguidos por se envolverem em atividades clandestinas antes, durante a após o massacre de Santa Cruz em 1991.
“Com muita atenção, acolhi o pedido do Senhor Primeiro-Ministro e é com elevada honra que condecoro com o título honorífico da Ordem Nicolau Lobato”, disse o chefe de Estado no seu discurso antes de entregar a medalha.
“Pelas suas qualidades, pela marca de esperança e de paz que nos deixa e pela sua condição de patriota insigne, curvo-me perante a sua memória e estou profundamente convencido que Dom Alberto Ricardo permanece nos nossos corações”, prosseguiu.
O chefe de Estado recordou ainda a determinação de Dom Alberto Ricardo da Silva em morrer pelas suas convicções e pelos ideais e aspirações do povo e do país:
"[...] Dom Alberto revelou-se um mobilizador e um organizador de raro talento. A sua presença em acampamentos juvenis e o seu trabalho aturado com os jovens de todos os distritos tornaram-no num modelo e um exemplo a ser seguido. Pela sua coerência, Dom Alberto ganha confiança dos jovens que com ele trabalham. E a Igreja de Motael torna-se um santuário aonde se recolhem os jovens perseguidos pelo impiedoso e cruel ocupante".
A condecoração foi aprovada pelo Decreto do Presidente da República n.º 42/2015 de 5 de abril.
No final da missa fúnebre, o chefe de Estado acompanhado da Primeira-Dama, os bispos, membros de congregações religiosas, membros do VI Governo, membros do Parlamento Nacional e milhares de fiéis participaram no cortejo fúnebre até ao cemitério Maloa-Ailok Laran.
Milhares de pessoas, incluindo as principais figuras do Estado de Timor-Leste, como o presidente da República, Taur Matan Ruak,  acompanharam esta segunda-feira na catedral de Díli as exéquias do antigo bispo de Díli Alberto Ricardo da Silva.
A cerimónia foi celebrada por três bispos – Basílio do Nascimento (Baucau) e administrador apostólico de Díli, Norberto Amaral, bispo de Maliana e o bispo de Darwin, Eugene Hurley.
Cerca de duas centenas de padres reuniram-se na missa que foi transmitida em direto pela rádio e televisão nacionais de Timor-Leste, com milhares a acompanharem no exterior da catedral através de ecrãs gigantes ali colocados, como noticia a Lusa.